# Щука (комуна)
Комуна Щука, також Штюка (рум. Comuna Ştiuca, нім. Ebendorf, угор. Csukás) — комуна в Румунії, у жудці Тіміш. До складу комуни входять такі села (дані про населення за 2002 рік):
- Драгомірешть (390 осіб)
- Згрібешть (298 осіб)
- Олошаг (301 особа)
- Щука (849 осіб)

## Населення
За даними перепису 2002 року, населення території, що підпорядкована комуні Щука, становило 1838 особи. Найбільшу частину населення комуни складали українці. Середній вік мешканців комуни — 28 років, чоловіків — 944, жінок — 896.
У населенні були присутні такі етнічні групи:
- українці — 1170 (730 з них у селі Щука[6], 368 у Драгомірешті[7]);
- румуни — 639;
- німці — 18;
- угорці — 6;
- чехи — 5.

### Історія українського поселення
- Перші українські сім'ї прийшли у Банат до Тіміського та Карашсеверінського повітів на початку XX століття. Вони купили земельні ділянки та ліси, зокрема від угорських графів. Не потрібно забути, що в той час Мармарощина і Банатський регіон знаходилися під адміністрацією Австро-Угорщини. Перші утворені села виключно з українським населенням у повіті Тіміш були Крічова, Мала Черешня, Анталка і Гусарка, а в селі Джора поселилися майже 10 сімей поряд із румунським населенням. У Карашсеверінському повіті українці створили села Копешель, Зоріле й Корнуцеле. Вони прибули із Закарпаття та Галичини, зокрема із районів Хуст, Мукачево і Міжгір'я. Після закінчення Другої світової війни та після аграрної реформи 1945 року, багато українських родин зокрема з Копешель, Зоріле та Корнуцеле і Нова Черешня одержали земельні ділянки у селах Малий Бечкерек, Джелу і Варіаш.
- Друга і третя хвиля українського населення, яке прибуло до банатського регіону відбулась після Першої і відповідно Другої світових війн. Йде мова про біженців, які врятувалися від радянської влади. Вони оселилися, зокрема у містах та були асимільовані румунами.
- Четверта хвиля імміграції мала місце після 1960-х років, українці приїхали з Буковини та Мармарощини. Першими українськими поселенцями Щуки в 1966 році були Beuca Mihai, Anisoreac Ioan та Miculaicsuk Luca[8]. Буковинці оселилися у містах, працюючи у промисловості та будівництві, а мармарошці у селах покинутих німцями, які емігрували до Німеччини або навіть у румунських селах, населення яких переїхало жити у містах. Це переселенці з мармароських сіл Бистрий, Вишівська Долина, Луг над Тисою, Русково, Красний, Ремети, Вишня Рівня, Кривий.

Таким чином, переважна більшість українців живе у селах як: Щука, Малі Ремети, Готлоб, Драгомірешть, Малий Копешель, Сока та інші.

## Галерея

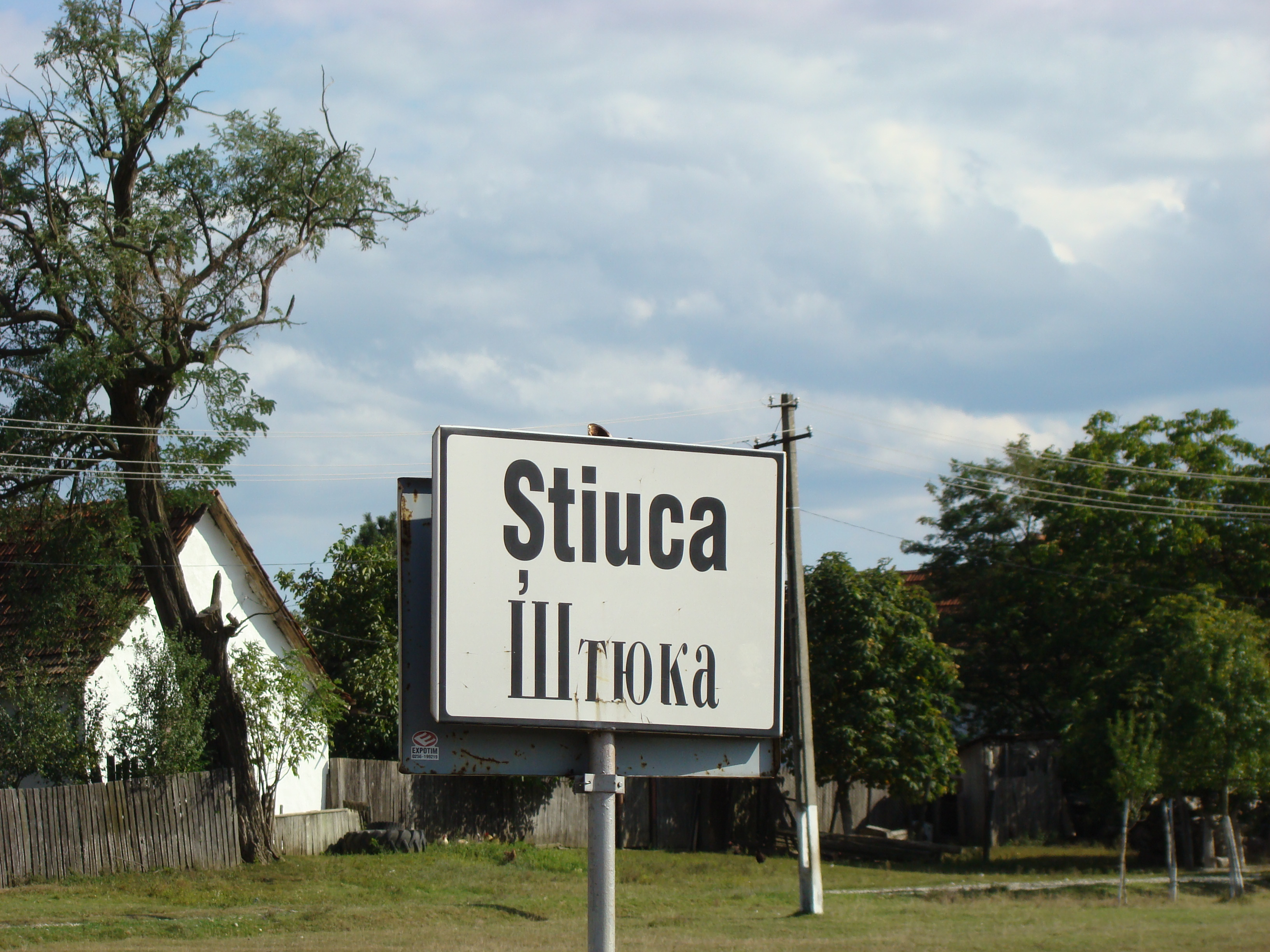
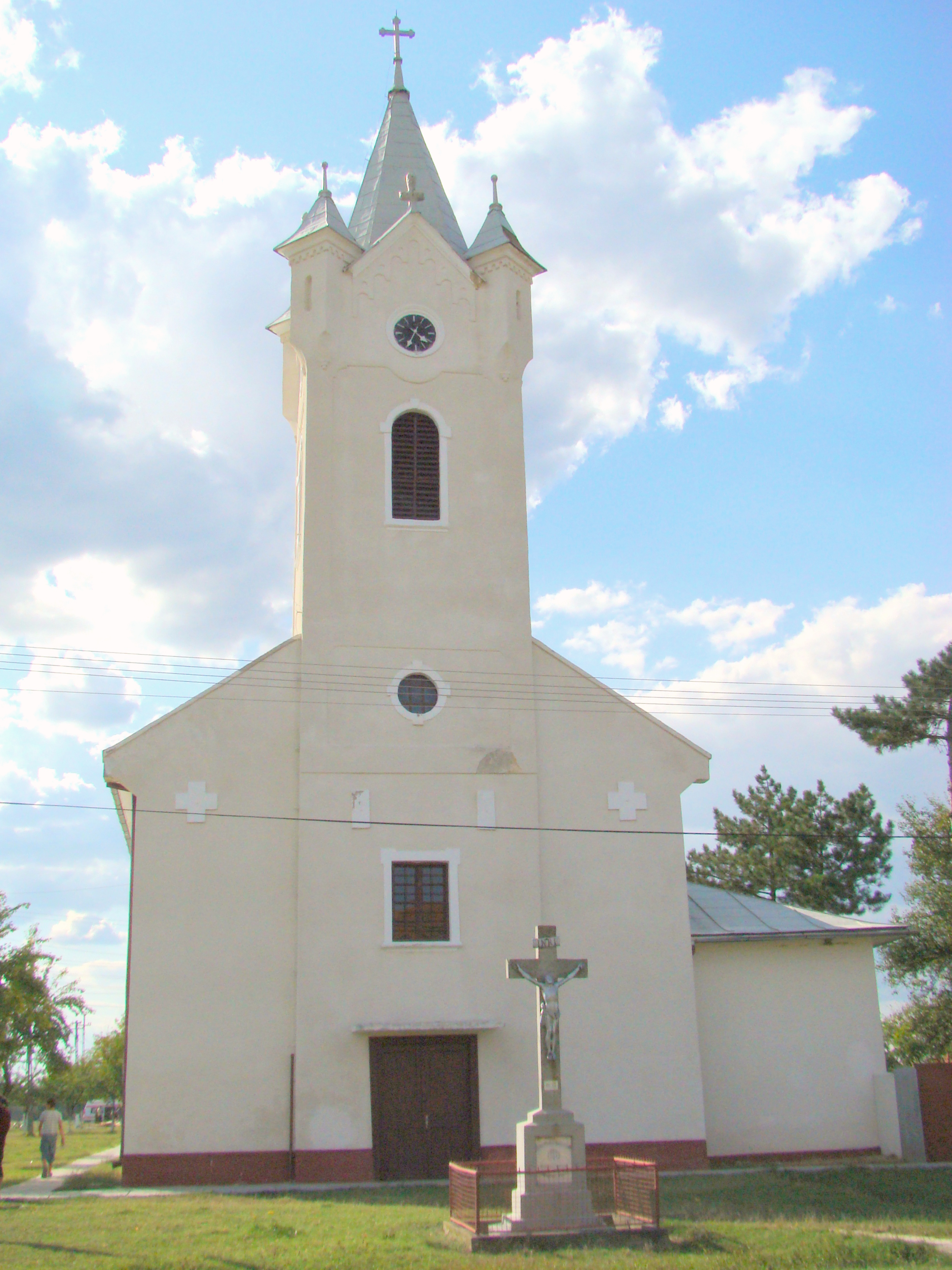
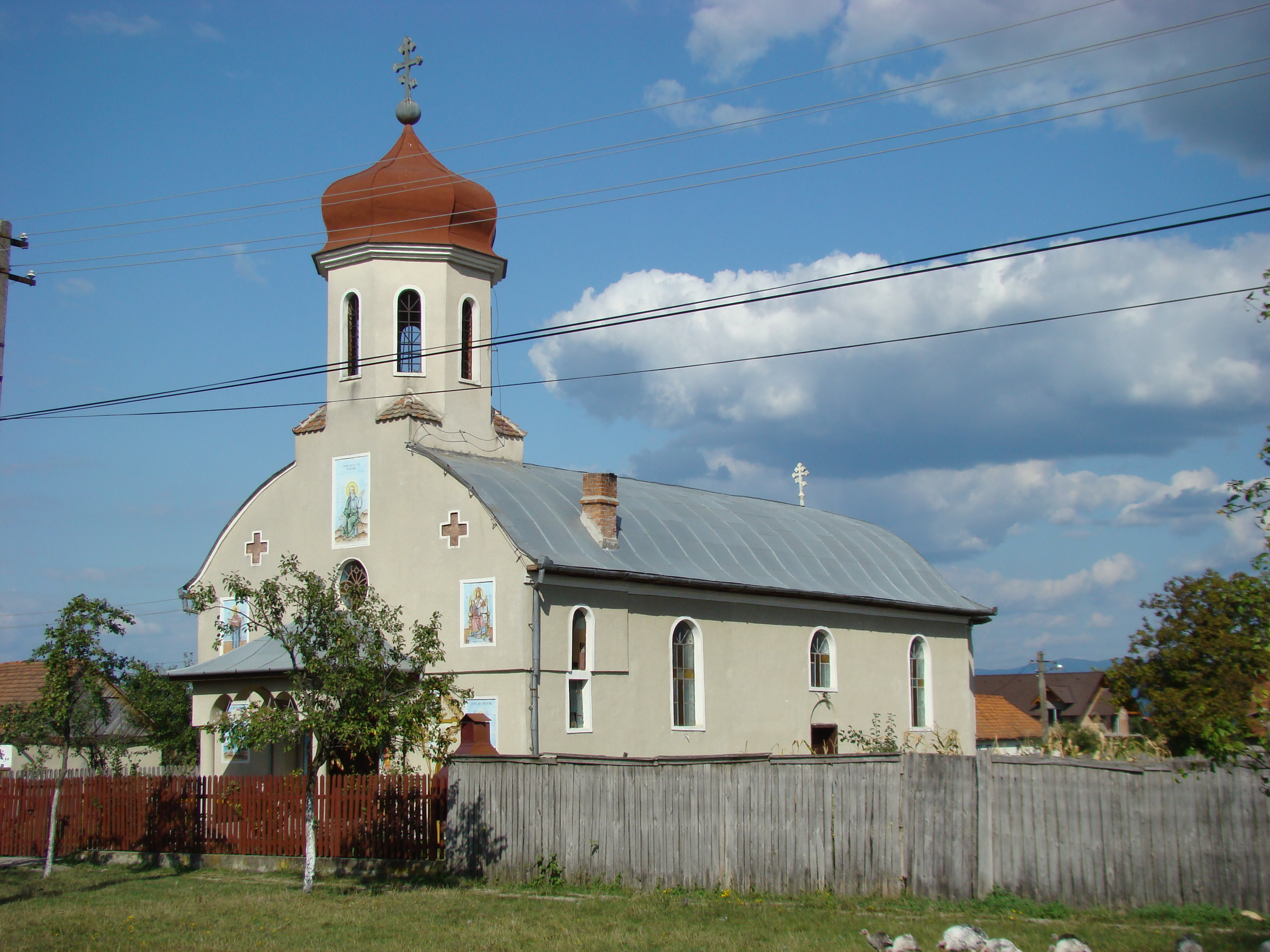